# Boyerie

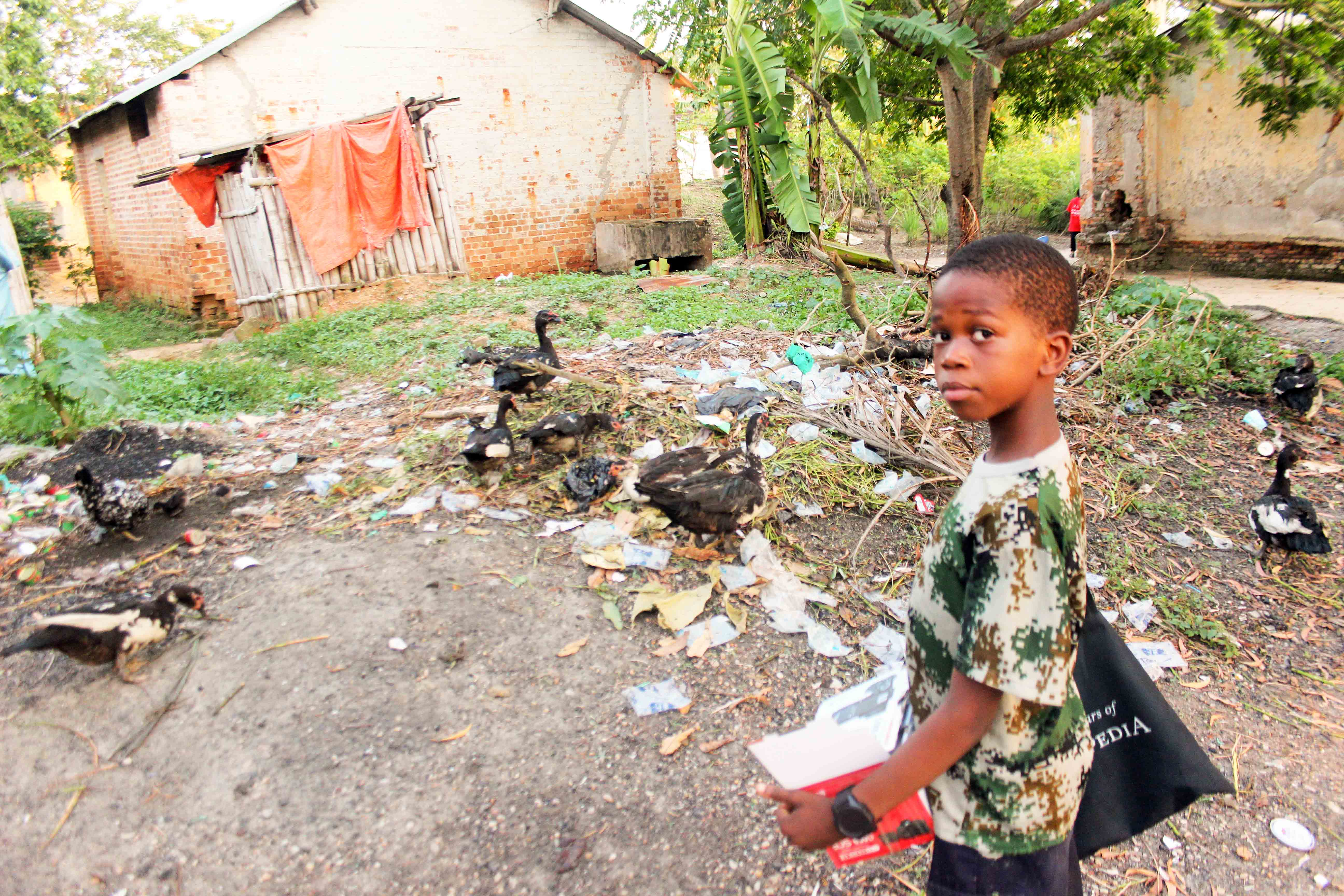
Boyerie à Kisangani en République démocratique du Congo.

En Afrique, une boyerie /bɔj.ʁi/ est un local aménagé dans une dépendance à proximité immédiate d'une habitation, à l'usage du personnel domestique. Parfois, il sert d'habitation au boy et à sa famille.
L'usage du mot est constaté notamment au Congo et au Burundi, anciennes colonies Belges,.
Jean Hougron, écrivain français, cite la boyerie comme dépendance du logement également dans La Nuit indochinoise, particulièrement dans le roman Les Asiates (éditions LAFFONT/ 1984 coll. « Bouquins »).
Au Congo, les boyeries contenaient typiquement une cuisine et des sanitaires et étaient souvent situées à l'écart de la maison. Dans la plupart des zones urbaines, les boys avaient l'obligation de retourner dans les quartiers indigènes une fois la nuit tombée, mais dans les régions où ce n'était pas le cas, les boyeries contenaient parfois des chambres pour qu'ils y passent la nuit.